# Pajonal
Pajonal är en ort i Mexiko.   Den ligger i kommunen Centro och delstaten Tabasco, i den sydöstra delen av landet, 700 km öster om huvudstaden Mexico City. Pajonal ligger 11 meter över havet och antalet invånare är 830.
Terrängen runt Pajonal är platt. Runt Pajonal är det tätbefolkat, med 427 invånare per kvadratkilometer. Närmaste större samhälle är Villahermosa, 14,1 km väster om Pajonal. Trakten runt Pajonal består till största delen av jordbruksmark.